# Eluvium
Eluvium is  een bodemkundige term voor een bodemhorizont die is ontstaan door uitspoeling (eluviatie) van lutum (klei), kalk, ijzer, humus en/of aluminium en het transport hiervan naar onderliggende horizonten. Deze horizont wordt doorgaans aangeduid als de E-horizont. De laag is doorgaans licht van kleur, bevat weinig lutum en relatief hoge concentraties zand. In podzolen is deze horizont homogeen en grijs. 
Voorbeelden van vuursteeneluvium zijn te zien in het Geologisch monument Zevenwegen in het Vijlenerbos, in het Geologisch monument Sterrenstenen in Vaals en in de Groeve Kreco in Haccourt, België.